# Anabisetia saldiviai
Anabisetia saldiviai es la única especie conocida del género extinto Anabisetia, un dinosaurio ornitópodo elasmariano que vivió a mediados del período Cretácico, hace aproximadamente 95 a 92 millones de años, en el Cenomaniense, en lo que hoy es Sudamérica.

## Etimología
El nombre del género Anabisetia y el epíteto específico saldiviai son en honor a la antropóloga y museóloga argentina Ana María Biset y a Roberto Saldivia, quién encontró los fósiles cerca de Cerro Bayo en 1993.

## Descripción
Anabisetia saldiviai fue un pequeño herbívoro corredor de aproximadamente dos metros de largo, 60 centímetros de alto y un peso estimado de 20 kilogramos. Poseía largos miembros traseros y más reducidos miembros delanteros que no le servían para la locomoción. La cabeza era pequeña, con dientes especializados en moler la vegetación. Los descriptores han establecido varias características únicas de la especie. En la parte posterior de la cabeza, la conexión con el cuello (el cóndilo occipital) está colocada hacia abajo. La escápula tiene una extensión en su borde superior (el proceso acromial), que era el más grande jamás encontrado en los Euornithopoda. En la mano, el quinto metatarsiano se aplanó con bordes rectos, en lugar de redondearse en sección transversal. En la pelvis, el ilion tiene una hoja frontal que representa más de la mitad de la longitud total y está extendido frente al prepubis. El isquion tenía un eje que, en la parte superior, era triangular en sección transversal y, en la parte inferior, cuadrangular. En el tobillo, el peroné toca al astrágalo.

## Descubrimiento e investigación

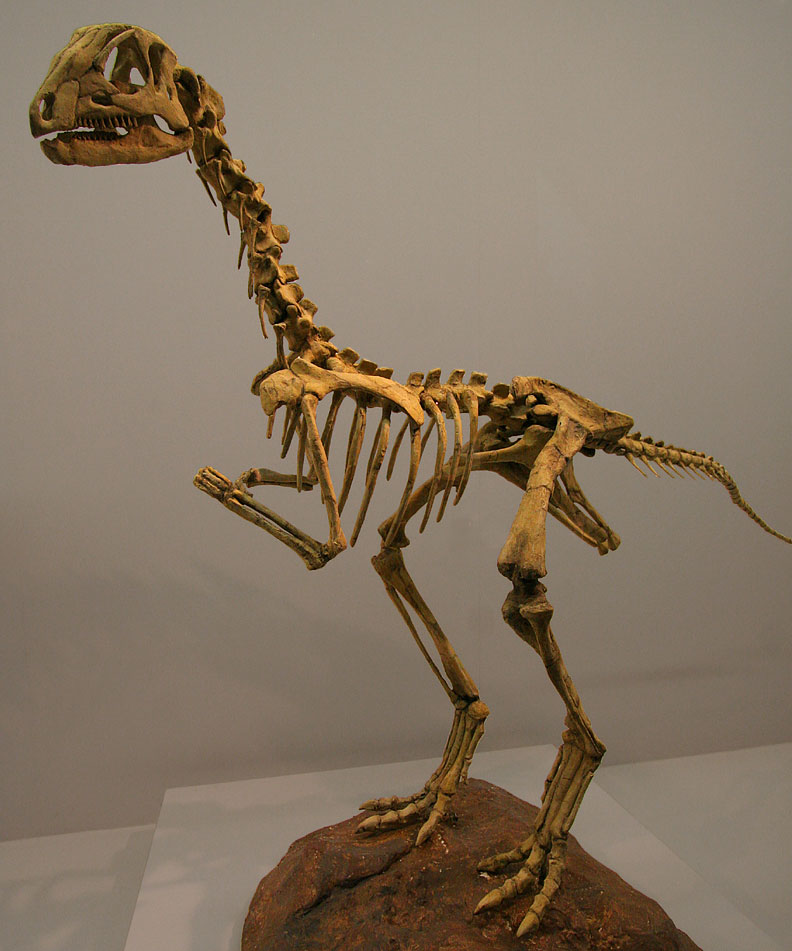
Reconstrucción del esqueleto de Anabisetia.

Los paleontólogos argentinos Rodolfo Coria y Jorge Calvo nombraron a Anabisetia en 2002. El nombre genérico hace honor a Ana Biset, una influyente arqueóloga de la Provincia del Neuquén, en Argentina, donde fueron encontrados los restos. El nombre de la especie tipo y única conocida, A. saldiviai, es en honor a Roberto Saldivia, un lugareño que descubriera los fósiles en 1993. Los restos ya se habían reportado en la literatura en 1996 previo a su publicación.
Los restos de este dinosaurio fueron encontrados por Roberto Saldivia, un jubilado de YPF que en ese momento trabajaba de puestero en Cerro Bayo Mesa, Provincia del Neuquén, Patagonia argentina. Saldivia llevó los restos a Rodolfo Coria, quien era en ese momento director ad honorem del Museo Carmen Funes de Plaza Huincul. Después de recolectar más especímenes en el mismo lugar, Coria y Calvo publicaron la descripción en el Journal of Vertebrate Paleontology, constituyendo la presentación en sociedad de un nuevo dinosaurio patagónico. 
Se conocen cuatro esqueletos parciales de Anabisetia, los cuales permiten una buena interpretación de los hallazgos.Todos los especímenes fueron encontrados en la localidad de Cerro Bayo Mesa, al sur de Plaza Huincul, en la Provincia del Neuquén, Argentina. Esta localidad es parte de la Formación Cerro Lisandro, a su vez parte del Subgrupo Rio Limay del mayor Grupo Neuquén que representa una zona pantanosa y húmeda. Los sedimentos de esta formación se depositaron en el periodo entre el Cenomaniense tardío y el Turoniense temprano en el Cretácico superior hace alrededor de 95 a 92 millones de años atrás.
Los cuatro especímenes conocidos fueron descritos en el trabajo original de 2002. El holotipo (MCF-PVPH-74) es el más completo de los cuatro. Consiste en material de un cráneo incompleto, incluyendo la base y los dos dentarios, con el miembro anterior completo desde el hombro hasta la mano y el miembro posterior completo con el pie, además de vértebras representativas de todas las secciones de la columna vertebral. Los otros tres especímenes son menos completos, pero incluyen restos que no aparecen en el holotipo, como una pelvis completa y una cola articulada casi completa. Cuando se ven todos los especímenes juntos, se tiene una completa referencia de su cuerpo con excepción de la cabeza. Estos ejemplares se encuentran depositados en el Museo Carmen Funes de Plaza Huincul, Argentina.

## Clasificación
Cuando Coria y Salgado, en 1996 descubrieron a Gasparinisaura, propusieron que pertenecía a un linaje endémico de Sudamérica muchos no estuvieron de acuerdo, ya que tenía parientes en América del Norte y, además, su antigüedad había sido datada en alrededor de 70 millones de años, justo para cuando los ornitópodos norteamericanos llegaron a Sudamérica. Cuando se encontró en Anabisetia en sedimentos más antiguos a esta migración, quedó confirmada que existió un linaje propio de ornitópodos sudamericanos. Basados en los márgenes paralelos de los dientes, particularidades en el ilion y  en el fémur, es colocado dentro de Iguanodontia, junto con Gasparinisaura en el taxón Euiguanodontia. Este dinosaurio debió ser cercano a otro ornitópodo sudamericano, Gasparinisaura, pero la falta del cráneo dificulta esta interpretación. Cuando fueron descritos, Gasparinisaura y Anabisetia fueron colocados como iguanodóntidos basales, más derivados que Tenontosaurus. Sin embargo, en recientes análisis cladísticos realizados por Coria y otros colaboradores, colocan a Gasparinisaura justo por fuera de Iguanodontia, cercanos a los ornitópodos norteamericanos Thescelosaurus y Parksosaurus. Anabisetia pudo tener la misma posición. Sin embargo, en 2015, se encontró que los dos taxones son parte del clado Elasmaria junto con otros ornitópodos de la Antártida y la Patagonia.
Cladograma basado en el análisis filogenético de Rozadilla et al , 2015.

|  | Gasparinisaura |
|  | |
|  | \| \| Morrosaurus \| \| \| \| \| \| Trinisaura \| \| \| \| \| \| Macrogryphosaurus \| \| \| \| \| \| Notohypsilophodon \| \| \| \| \| \| Talenkauen \| \| \| \| \| \| Anabisetia \| \| \| \| |
|  | |
|  | Morrosaurus |
|  | |
|  | Trinisaura |
|  | |
|  | Macrogryphosaurus |
|  | |
|  | Notohypsilophodon |
|  | |
|  | Talenkauen |
|  | |
|  | Anabisetia |
|  | |

|  | Morrosaurus       |
|  |                   |
|  | Trinisaura        |
|  |                   |
|  | Macrogryphosaurus |
|  |                   |
|  | Notohypsilophodon |
|  |                   |
|  | Talenkauen        |
|  |                   |
|  | Anabisetia        |
|  |                   |

|  | Rhabdodontidae                                               |
|  |                                                              |
|  | \| \| Tenontosaurus \| \| \| \| \| \| Dryomorpha \| \| \| \| |
|  |                                                              |
|  | Tenontosaurus                                                |
|  |                                                              |
|  | Dryomorpha                                                   |
|  |                                                              |

|  | Tenontosaurus |
|  |               |
|  | Dryomorpha    |
|  |               |

|  | Rhabdodontidae                                               |
|  |                                                              |
|  | \| \| Tenontosaurus \| \| \| \| \| \| Dryomorpha \| \| \| \| |
|  |                                                              |
|  | Tenontosaurus                                                |
|  |                                                              |
|  | Dryomorpha                                                   |
|  |                                                              |

|  | Tenontosaurus |
|  |               |
|  | Dryomorpha    |
|  |               |

|  | Rhabdodontidae                                               |
|  |                                                              |
|  | \| \| Tenontosaurus \| \| \| \| \| \| Dryomorpha \| \| \| \| |
|  |                                                              |
|  | Tenontosaurus                                                |
|  |                                                              |
|  | Dryomorpha                                                   |
|  |                                                              |

|  | Tenontosaurus |
|  |               |
|  | Dryomorpha    |
|  |               |

|  | Rhabdodontidae                                               |
|  |                                                              |
|  | \| \| Tenontosaurus \| \| \| \| \| \| Dryomorpha \| \| \| \| |
|  |                                                              |
|  | Tenontosaurus                                                |
|  |                                                              |
|  | Dryomorpha                                                   |
|  |                                                              |

|  | Tenontosaurus |
|  |               |
|  | Dryomorpha    |
|  |               |

|  | Gasparinisaura |
|  | |
|  | \| \| Morrosaurus \| \| \| \| \| \| Trinisaura \| \| \| \| \| \| Macrogryphosaurus \| \| \| \| \| \| Notohypsilophodon \| \| \| \| \| \| Talenkauen \| \| \| \| \| \| Anabisetia \| \| \| \| |
|  | |
|  | Morrosaurus |
|  | |
|  | Trinisaura |
|  | |
|  | Macrogryphosaurus |
|  | |
|  | Notohypsilophodon |
|  | |
|  | Talenkauen |
|  | |
|  | Anabisetia |
|  | |

|  | Morrosaurus       |
|  |                   |
|  | Trinisaura        |
|  |                   |
|  | Macrogryphosaurus |
|  |                   |
|  | Notohypsilophodon |
|  |                   |
|  | Talenkauen        |
|  |                   |
|  | Anabisetia        |
|  |                   |

|  | Rhabdodontidae                                               |
|  |                                                              |
|  | \| \| Tenontosaurus \| \| \| \| \| \| Dryomorpha \| \| \| \| |
|  |                                                              |
|  | Tenontosaurus                                                |
|  |                                                              |
|  | Dryomorpha                                                   |
|  |                                                              |

|  | Tenontosaurus |
|  |               |
|  | Dryomorpha    |
|  |               |

|  | Rhabdodontidae                                               |
|  |                                                              |
|  | \| \| Tenontosaurus \| \| \| \| \| \| Dryomorpha \| \| \| \| |
|  |                                                              |
|  | Tenontosaurus                                                |
|  |                                                              |
|  | Dryomorpha                                                   |
|  |                                                              |

|  | Tenontosaurus |
|  |               |
|  | Dryomorpha    |
|  |               |

|  | Rhabdodontidae                                               |
|  |                                                              |
|  | \| \| Tenontosaurus \| \| \| \| \| \| Dryomorpha \| \| \| \| |
|  |                                                              |
|  | Tenontosaurus                                                |
|  |                                                              |
|  | Dryomorpha                                                   |
|  |                                                              |

|  | Tenontosaurus |
|  |               |
|  | Dryomorpha    |
|  |               |

|  | Rhabdodontidae                                               |
|  |                                                              |
|  | \| \| Tenontosaurus \| \| \| \| \| \| Dryomorpha \| \| \| \| |
|  |                                                              |
|  | Tenontosaurus                                                |
|  |                                                              |
|  | Dryomorpha                                                   |
|  |                                                              |

|  | Tenontosaurus |
|  |               |
|  | Dryomorpha    |
|  |               |

|  | Gasparinisaura |
|  | |
|  | \| \| Morrosaurus \| \| \| \| \| \| Trinisaura \| \| \| \| \| \| Macrogryphosaurus \| \| \| \| \| \| Notohypsilophodon \| \| \| \| \| \| Talenkauen \| \| \| \| \| \| Anabisetia \| \| \| \| |
|  | |
|  | Morrosaurus |
|  | |
|  | Trinisaura |
|  | |
|  | Macrogryphosaurus |
|  | |
|  | Notohypsilophodon |
|  | |
|  | Talenkauen |
|  | |
|  | Anabisetia |
|  | |

|  | Morrosaurus       |
|  |                   |
|  | Trinisaura        |
|  |                   |
|  | Macrogryphosaurus |
|  |                   |
|  | Notohypsilophodon |
|  |                   |
|  | Talenkauen        |
|  |                   |
|  | Anabisetia        |
|  |                   |

|  | Rhabdodontidae                                               |
|  |                                                              |
|  | \| \| Tenontosaurus \| \| \| \| \| \| Dryomorpha \| \| \| \| |
|  |                                                              |
|  | Tenontosaurus                                                |
|  |                                                              |
|  | Dryomorpha                                                   |
|  |                                                              |

|  | Tenontosaurus |
|  |               |
|  | Dryomorpha    |
|  |               |

|  | Rhabdodontidae                                               |
|  |                                                              |
|  | \| \| Tenontosaurus \| \| \| \| \| \| Dryomorpha \| \| \| \| |
|  |                                                              |
|  | Tenontosaurus                                                |
|  |                                                              |
|  | Dryomorpha                                                   |
|  |                                                              |

|  | Tenontosaurus |
|  |               |
|  | Dryomorpha    |
|  |               |

|  | Rhabdodontidae                                               |
|  |                                                              |
|  | \| \| Tenontosaurus \| \| \| \| \| \| Dryomorpha \| \| \| \| |
|  |                                                              |
|  | Tenontosaurus                                                |
|  |                                                              |
|  | Dryomorpha                                                   |
|  |                                                              |

|  | Tenontosaurus |
|  |               |
|  | Dryomorpha    |
|  |               |

|  | Rhabdodontidae                                               |
|  |                                                              |
|  | \| \| Tenontosaurus \| \| \| \| \| \| Dryomorpha \| \| \| \| |
|  |                                                              |
|  | Tenontosaurus                                                |
|  |                                                              |
|  | Dryomorpha                                                   |
|  |                                                              |

|  | Tenontosaurus |
|  |               |
|  | Dryomorpha    |
|  |               |

|  | Gasparinisaura |
|  | |
|  | \| \| Morrosaurus \| \| \| \| \| \| Trinisaura \| \| \| \| \| \| Macrogryphosaurus \| \| \| \| \| \| Notohypsilophodon \| \| \| \| \| \| Talenkauen \| \| \| \| \| \| Anabisetia \| \| \| \| |
|  | |
|  | Morrosaurus |
|  | |
|  | Trinisaura |
|  | |
|  | Macrogryphosaurus |
|  | |
|  | Notohypsilophodon |
|  | |
|  | Talenkauen |
|  | |
|  | Anabisetia |
|  | |

|  | Morrosaurus       |
|  |                   |
|  | Trinisaura        |
|  |                   |
|  | Macrogryphosaurus |
|  |                   |
|  | Notohypsilophodon |
|  |                   |
|  | Talenkauen        |
|  |                   |
|  | Anabisetia        |
|  |                   |

|  | Rhabdodontidae                                               |
|  |                                                              |
|  | \| \| Tenontosaurus \| \| \| \| \| \| Dryomorpha \| \| \| \| |
|  |                                                              |
|  | Tenontosaurus                                                |
|  |                                                              |
|  | Dryomorpha                                                   |
|  |                                                              |

|  | Tenontosaurus |
|  |               |
|  | Dryomorpha    |
|  |               |

|  | Rhabdodontidae                                               |
|  |                                                              |
|  | \| \| Tenontosaurus \| \| \| \| \| \| Dryomorpha \| \| \| \| |
|  |                                                              |
|  | Tenontosaurus                                                |
|  |                                                              |
|  | Dryomorpha                                                   |
|  |                                                              |

|  | Tenontosaurus |
|  |               |
|  | Dryomorpha    |
|  |               |

|  | Rhabdodontidae                                               |
|  |                                                              |
|  | \| \| Tenontosaurus \| \| \| \| \| \| Dryomorpha \| \| \| \| |
|  |                                                              |
|  | Tenontosaurus                                                |
|  |                                                              |
|  | Dryomorpha                                                   |
|  |                                                              |

|  | Tenontosaurus |
|  |               |
|  | Dryomorpha    |
|  |               |

|  | Rhabdodontidae                                               |
|  |                                                              |
|  | \| \| Tenontosaurus \| \| \| \| \| \| Dryomorpha \| \| \| \| |
|  |                                                              |
|  | Tenontosaurus                                                |
|  |                                                              |
|  | Dryomorpha                                                   |
|  |                                                              |

|  | Tenontosaurus |
|  |               |
|  | Dryomorpha    |
|  |               |

|  | Gasparinisaura |
|  | |
|  | \| \| Morrosaurus \| \| \| \| \| \| Trinisaura \| \| \| \| \| \| Macrogryphosaurus \| \| \| \| \| \| Notohypsilophodon \| \| \| \| \| \| Talenkauen \| \| \| \| \| \| Anabisetia \| \| \| \| |
|  | |
|  | Morrosaurus |
|  | |
|  | Trinisaura |
|  | |
|  | Macrogryphosaurus |
|  | |
|  | Notohypsilophodon |
|  | |
|  | Talenkauen |
|  | |
|  | Anabisetia |
|  | |

|  | Morrosaurus       |
|  |                   |
|  | Trinisaura        |
|  |                   |
|  | Macrogryphosaurus |
|  |                   |
|  | Notohypsilophodon |
|  |                   |
|  | Talenkauen        |
|  |                   |
|  | Anabisetia        |
|  |                   |

|  | Rhabdodontidae                                               |
|  |                                                              |
|  | \| \| Tenontosaurus \| \| \| \| \| \| Dryomorpha \| \| \| \| |
|  |                                                              |
|  | Tenontosaurus                                                |
|  |                                                              |
|  | Dryomorpha                                                   |
|  |                                                              |

|  | Tenontosaurus |
|  |               |
|  | Dryomorpha    |
|  |               |

|  | Rhabdodontidae                                               |
|  |                                                              |
|  | \| \| Tenontosaurus \| \| \| \| \| \| Dryomorpha \| \| \| \| |
|  |                                                              |
|  | Tenontosaurus                                                |
|  |                                                              |
|  | Dryomorpha                                                   |
|  |                                                              |

|  | Tenontosaurus |
|  |               |
|  | Dryomorpha    |
|  |               |

|  | Rhabdodontidae                                               |
|  |                                                              |
|  | \| \| Tenontosaurus \| \| \| \| \| \| Dryomorpha \| \| \| \| |
|  |                                                              |
|  | Tenontosaurus                                                |
|  |                                                              |
|  | Dryomorpha                                                   |
|  |                                                              |

|  | Tenontosaurus |
|  |               |
|  | Dryomorpha    |
|  |               |

|  | Rhabdodontidae                                               |
|  |                                                              |
|  | \| \| Tenontosaurus \| \| \| \| \| \| Dryomorpha \| \| \| \| |
|  |                                                              |
|  | Tenontosaurus                                                |
|  |                                                              |
|  | Dryomorpha                                                   |
|  |                                                              |

|  | Tenontosaurus |
|  |               |
|  | Dryomorpha    |
|  |               |

|  | Gasparinisaura |
|  | |
|  | \| \| Morrosaurus \| \| \| \| \| \| Trinisaura \| \| \| \| \| \| Macrogryphosaurus \| \| \| \| \| \| Notohypsilophodon \| \| \| \| \| \| Talenkauen \| \| \| \| \| \| Anabisetia \| \| \| \| |
|  | |
|  | Morrosaurus |
|  | |
|  | Trinisaura |
|  | |
|  | Macrogryphosaurus |
|  | |
|  | Notohypsilophodon |
|  | |
|  | Talenkauen |
|  | |
|  | Anabisetia |
|  | |

|  | Morrosaurus       |
|  |                   |
|  | Trinisaura        |
|  |                   |
|  | Macrogryphosaurus |
|  |                   |
|  | Notohypsilophodon |
|  |                   |
|  | Talenkauen        |
|  |                   |
|  | Anabisetia        |
|  |                   |

|  | Rhabdodontidae                                               |
|  |                                                              |
|  | \| \| Tenontosaurus \| \| \| \| \| \| Dryomorpha \| \| \| \| |
|  |                                                              |
|  | Tenontosaurus                                                |
|  |                                                              |
|  | Dryomorpha                                                   |
|  |                                                              |

|  | Tenontosaurus |
|  |               |
|  | Dryomorpha    |
|  |               |

|  | Rhabdodontidae                                               |
|  |                                                              |
|  | \| \| Tenontosaurus \| \| \| \| \| \| Dryomorpha \| \| \| \| |
|  |                                                              |
|  | Tenontosaurus                                                |
|  |                                                              |
|  | Dryomorpha                                                   |
|  |                                                              |

|  | Tenontosaurus |
|  |               |
|  | Dryomorpha    |
|  |               |

|  | Rhabdodontidae                                               |
|  |                                                              |
|  | \| \| Tenontosaurus \| \| \| \| \| \| Dryomorpha \| \| \| \| |
|  |                                                              |
|  | Tenontosaurus                                                |
|  |                                                              |
|  | Dryomorpha                                                   |
|  |                                                              |

|  | Tenontosaurus |
|  |               |
|  | Dryomorpha    |
|  |               |

|  | Rhabdodontidae                                               |
|  |                                                              |
|  | \| \| Tenontosaurus \| \| \| \| \| \| Dryomorpha \| \| \| \| |
|  |                                                              |
|  | Tenontosaurus                                                |
|  |                                                              |
|  | Dryomorpha                                                   |
|  |                                                              |

|  | Tenontosaurus |
|  |               |
|  | Dryomorpha    |
|  |               |

|  | Gasparinisaura |
|  | |
|  | \| \| Morrosaurus \| \| \| \| \| \| Trinisaura \| \| \| \| \| \| Macrogryphosaurus \| \| \| \| \| \| Notohypsilophodon \| \| \| \| \| \| Talenkauen \| \| \| \| \| \| Anabisetia \| \| \| \| |
|  | |
|  | Morrosaurus |
|  | |
|  | Trinisaura |
|  | |
|  | Macrogryphosaurus |
|  | |
|  | Notohypsilophodon |
|  | |
|  | Talenkauen |
|  | |
|  | Anabisetia |
|  | |

|  | Morrosaurus       |
|  |                   |
|  | Trinisaura        |
|  |                   |
|  | Macrogryphosaurus |
|  |                   |
|  | Notohypsilophodon |
|  |                   |
|  | Talenkauen        |
|  |                   |
|  | Anabisetia        |
|  |                   |

|  | Rhabdodontidae                                               |
|  |                                                              |
|  | \| \| Tenontosaurus \| \| \| \| \| \| Dryomorpha \| \| \| \| |
|  |                                                              |
|  | Tenontosaurus                                                |
|  |                                                              |
|  | Dryomorpha                                                   |
|  |                                                              |

|  | Tenontosaurus |
|  |               |
|  | Dryomorpha    |
|  |               |

|  | Rhabdodontidae                                               |
|  |                                                              |
|  | \| \| Tenontosaurus \| \| \| \| \| \| Dryomorpha \| \| \| \| |
|  |                                                              |
|  | Tenontosaurus                                                |
|  |                                                              |
|  | Dryomorpha                                                   |
|  |                                                              |

|  | Tenontosaurus |
|  |               |
|  | Dryomorpha    |
|  |               |

|  | Rhabdodontidae                                               |
|  |                                                              |
|  | \| \| Tenontosaurus \| \| \| \| \| \| Dryomorpha \| \| \| \| |
|  |                                                              |
|  | Tenontosaurus                                                |
|  |                                                              |
|  | Dryomorpha                                                   |
|  |                                                              |

|  | Tenontosaurus |
|  |               |
|  | Dryomorpha    |
|  |               |

|  | Rhabdodontidae                                               |
|  |                                                              |
|  | \| \| Tenontosaurus \| \| \| \| \| \| Dryomorpha \| \| \| \| |
|  |                                                              |
|  | Tenontosaurus                                                |
|  |                                                              |
|  | Dryomorpha                                                   |
|  |                                                              |

|  | Tenontosaurus |
|  |               |
|  | Dryomorpha    |
|  |               |

|  | Gasparinisaura |
|  | |
|  | \| \| Morrosaurus \| \| \| \| \| \| Trinisaura \| \| \| \| \| \| Macrogryphosaurus \| \| \| \| \| \| Notohypsilophodon \| \| \| \| \| \| Talenkauen \| \| \| \| \| \| Anabisetia \| \| \| \| |
|  | |
|  | Morrosaurus |
|  | |
|  | Trinisaura |
|  | |
|  | Macrogryphosaurus |
|  | |
|  | Notohypsilophodon |
|  | |
|  | Talenkauen |
|  | |
|  | Anabisetia |
|  | |

|  | Morrosaurus       |
|  |                   |
|  | Trinisaura        |
|  |                   |
|  | Macrogryphosaurus |
|  |                   |
|  | Notohypsilophodon |
|  |                   |
|  | Talenkauen        |
|  |                   |
|  | Anabisetia        |
|  |                   |

|  | Rhabdodontidae                                               |
|  |                                                              |
|  | \| \| Tenontosaurus \| \| \| \| \| \| Dryomorpha \| \| \| \| |
|  |                                                              |
|  | Tenontosaurus                                                |
|  |                                                              |
|  | Dryomorpha                                                   |
|  |                                                              |

|  | Tenontosaurus |
|  |               |
|  | Dryomorpha    |
|  |               |

|  | Rhabdodontidae                                               |
|  |                                                              |
|  | \| \| Tenontosaurus \| \| \| \| \| \| Dryomorpha \| \| \| \| |
|  |                                                              |
|  | Tenontosaurus                                                |
|  |                                                              |
|  | Dryomorpha                                                   |
|  |                                                              |

|  | Tenontosaurus |
|  |               |
|  | Dryomorpha    |
|  |               |

|  | Rhabdodontidae                                               |
|  |                                                              |
|  | \| \| Tenontosaurus \| \| \| \| \| \| Dryomorpha \| \| \| \| |
|  |                                                              |
|  | Tenontosaurus                                                |
|  |                                                              |
|  | Dryomorpha                                                   |
|  |                                                              |

|  | Tenontosaurus |
|  |               |
|  | Dryomorpha    |
|  |               |

|  | Rhabdodontidae                                               |
|  |                                                              |
|  | \| \| Tenontosaurus \| \| \| \| \| \| Dryomorpha \| \| \| \| |
|  |                                                              |
|  | Tenontosaurus                                                |
|  |                                                              |
|  | Dryomorpha                                                   |
|  |                                                              |

|  | Tenontosaurus |
|  |               |
|  | Dryomorpha    |
|  |               |